# Albert Puig de la Rosa
|  | «Alberto Puig» redirigeix aquí. Vegeu-ne altres significats a «Albert Puig». |

Albert Puig de la Rosa   (Barcelona, 16 de gener de 1967), més conegut com a Alberto Puig, és un expilot de motociclisme de velocitat català que destacà internacionalment durant la dècada de 1990, havent estat el segon català després d'Àlex Crivillé a guanyar un Gran Premi puntuable per al Campionat del Món en la categoria de 500cc (concretament, el d'Espanya de 1995). És cosí germà del pilot de Fórmula 1 Pedro Martínez de la Rosa.

## Trajectòria esportiva
Albert Puig prové d'una família molt afeccionada als esports de motor: el seu pare, Tito Puig, fou un conegut pilot de motonàutica i el seu avi, el mecenes milionari Albert Puig Palau, arribà a competir en Fórmula 1. A 3 anys li regalaren una petita motocicleta que aviat aprengué a conduir. A 8 anys va córrer la seva primera cursa i a només 15 ja competia en trial, arribant a guanyar-ne el Campionat d'Espanya en categoria Senior el 1984. A 19 anys, començà a competir en motocròs.

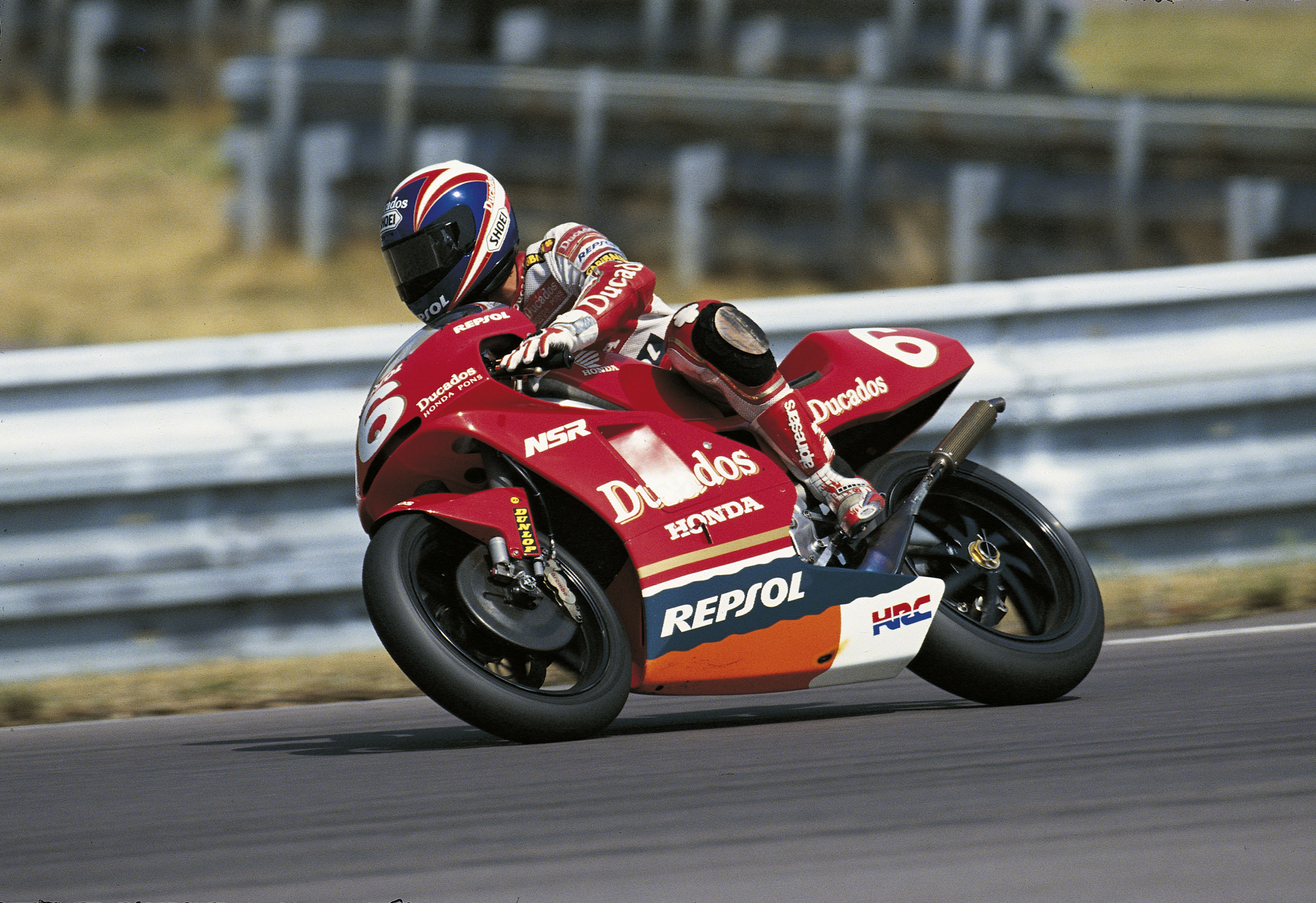
Amb l'Honda NSR250 a Brno el 1993

La temporada de 1987, a 20 anys, va començar a competir en velocitat al màxim nivell, disputant el seu primer Gran Premi als Països Baixos en la categoria dels 250cc, en la qual romandria fins a la temporada de 1993 inclosa. Tot i demostrar la seva válua ja durant els primers anys, la sort no l'acompanyà pel que fa a bons resultats.
La seva millor temporada al mundial fou la de 1994, en què acabà cinquè a la categoria de 500cc. El 7 de maig de 1995, durant la seva segona temporada en aquesta categoria, Puig guanyà el seu primer i únic Gran Premi, el d'Espanya, celebrat al circuit de Jerez (tingué, però, la sort que en aquella ocasió Mick Doohan caigué i li va facilitar la victòria). A la mateixa cursa, Àlex Crivillé va acabar en tercera posició.
A banda de la seva victòria, aquella temporada obtingué dos resultats més de podi i anava el tercer a la classificació provisional del campionat quan es trencà la cama dreta per culpa d'un seriós accident que patí als entrenaments del Gran Premi de França, disputat al circuit de Le Mans, perdent-se així tota la resta de la temporada.
Malgrat la gravetat de la lesió, que li havia deixat la cama pràcticament inutilitzada, va poder recuperar-ne parcialment la mobilitat i un any després, justament al Gran Premi de França, aconseguí tornar a pujar al podi. Mai no tornaria, però, a aconseguir cap altra victòria. En vista de les seqüeles de les seves lesions, que complicaven força el seu progrés, decidí de retirar-se al final de la temporada següent, 1997, a l'edat de 30 anys.

### Lesions
Al llarg de la seva carrera, Puig patí diverses lesions d'importància: es va fracturar la tíbia i el peroné el 1990, i el turmell dret el 1991. El 1994 se li va diagnosticar una estranya síndrome compartimental, o fatiga als músculs dels braços, que va motivar una intervenció quirúrgica a Rochester (Minnesota), als EUA. Finalment, la caiguda que va tenir el juliol de 1995 al circuit de Le Mans li va deixar seqüeles irreversibles a la cama dreta. En resum, tal com va declarar en anunciar la seva retirada: «En tota la meva carrera, només he pogut córrer set mesos seguits en condicions òptimes».

## Actualitat
Actualment, Puig dirigeix la Red Bull MotoGP Academy, creada amb la finalitat de descobrir i preparar pilots de Gran Premi prometedors. En l'exercici del seu càrrec, ha contribuït a l'èxit de pilots de prestigi com ara Casey Stoner, Dani Pedrosa i Toni Elías. A més a més, fa de mànager de Pedrosa.

## Resultats al Mundial de motociclisme[7]
Barem de puntuació de 1969 a 1987:
| Posició | 1  | 2  | 3  | 4 | 5 | 6 | 7 | 8 | 9 | 10 |
| Punts   | 15 | 12 | 10 | 8 | 6 | 5 | 4 | 3 | 2 | 1  |

Barem de puntuació de 1988 a 1991:
| Posició | 1  | 2  | 3  | 4  | 5  | 6  | 7 | 8 | 9 | 10 | 11 | 12 | 13 | 14 | 15 |
| Punts   | 20 | 17 | 15 | 13 | 11 | 10 | 9 | 8 | 7 | 6  | 5  | 4  | 3  | 2  | 1  |

Barem de puntuació de 1992:
| Posició | 1  | 2  | 3  | 4  | 5 | 6 | 7 | 8 | 9 | 10 |
| Punts   | 20 | 15 | 12 | 10 | 8 | 6 | 4 | 3 | 2 | 1  |

Barem de puntuació de 1993 ençà:
| Posició | 1  | 2  | 3  | 4  | 5  | 6  | 7 | 8 | 9 | 10 | 11 | 12 | 13 | 14 | 15 |
| Punts   | 25 | 20 | 16 | 13 | 11 | 10 | 9 | 8 | 7 | 6  | 5  | 4  | 3  | 2  | 1  |

(Ids. Grans Premis | Llegenda) (Curses en negreta indiquen pole; curses en  itàlica indiquen volta ràpida)
| Any  | Categoria | Equip                     | Motocicleta | 1      | 2      | 3      | 4      | 5      | 6      | 7      | 8      | 9      | 10     | 11     | 12     | 13     | 14     | 15     | Punts | Posició | Victòries |
| ---- | --------- | ------------------------- | ----------- | ------ | ------ | ------ | ------ | ------ | ------ | ------ | ------ | ------ | ------ | ------ | ------ | ------ | ------ | ------ | ----- | ------- | --------- |
| 1987 | 250cc     | -                         | -           | JPN -  | ESP -  | GER -  | NAT -  | AUT -  | YUG -  | DTT 20 | FRA 11 | GBR -  | SWE -  | CSR -  | SM -   | POR 17 | BRA 20 | ARG 13 | 0     | -       | 0         |
| 1988 | 250cc     | Ducados Honda             | NSR250      | JPN 25 | USA NC | ESP 14 | EXP 8  | NAT NC | GER 17 | AUT -  | DTT -  | BEL -  | YUG -  | FRA -  | GBR -  | SWE NC | CSR -  | BRA 21 | 10    | 30è     | 0         |
| 1989 | 250cc     | Ducados Yamaha            | TZ250       | JPN NC | AUS NC | USA 12 | ESP NC | NAT 16 | GER 23 | AUT 22 | YUG NC | DTT 7  | BEL 13 | FRA 14 | GBR 16 | SWE NC | CSR 16 | BRA NC | 18    | 23è     | 0         |
| 1990 | 250cc     | Ducados Yamaha            | TZ250       | JPN -  | USA -  | ESP -  | NAT -  | GER -  | AUT NC | YUG NC | DTT 10 | BEL 7  | FRA 9  | GBR 15 | SWE 12 | CSR 11 | HUN -  | AUS -  | 32    | 16è     | 0         |
| 1991 | 250cc     | Ducados Yamaha            | YZR250      | JPN 21 | AUS NC | USA NC | ESP 10 | ITA NC | GER -  | AUT -  | EUR -  | DTT NC | FRA 19 | GBR 10 | SM 17  | CSR 14 | VDM 11 | MAL 7  | 28    | 16è     | 0         |
| 1992 | 250cc     | Ducados DC Sports Aprilia | RSV250      | JPN 6  | AUS NC | MAL 2  | ESP 7  | ITA 6  | EUR 8  | GER 6  | DTT 4  | HUN 3  | FRA 6  | GBR NC | BRA 8  | RSA NC |        |        | 71    | 6è      | 0         |
| 1993 | 250cc     | Ducados Honda-Pons        | NSR250      | AUS 13 | MAL 8  | JPN 15 | ESP NC | AUT 9  | GER 11 | DTT 9  | EUR 3  | SM 10  | GBR NC | CZE 3  | ITA 5  | USA 4  | FIM 4  |        | 106   | 9è      | 0         |
| 1994 | 500cc     | Ducados Honda-Pons        | NSR500      | AUS 7  | MAL 5  | JPN 8  | ESP 6  | AUT 6  | GER 3  | DTT 4  | ITA 4  | FRA 4  | GBR 7  | CZE 5  | USA 7  | ARG 5  | EUR 7  |        | 152   | 5è      | 0         |
| 1995 | 500cc     | Fortuna Honda-Pons        | NSR500      | AUS 7  | MAL 5  | JPN 5  | ESP 1  | GER 5  | ITA 3  | DTT 3  | FRA -  | GBR -  | CZE -  | BRA -  | ARG -  | EUR -  |        |        | 99    | 8è      | 1         |
| 1996 | 500cc     | Fortuna Honda-Pons        | NSR500      | MAL 7  | INA 10 | JPN 9  | ESP 5  | ITA 12 | FRA 3  | DTT 12 | GER 11 | GBR 11 | AUT 13 | CZE 12 | IMO 12 | CAT 7  | BRA 10 | AUS -  | 93    | 11è     | 0         |
| 1997 | 500cc     | MoviStar Honda-Pons       | NSR500      | MAL 7  | JPN 8  | ESP NC | ITA NC | AUT 8  | FRA 8  | DTT 5  | IMO 12 | GER 10 | BRA 14 | GBR NC | CZE 13 | CAT 15 | INA 14 | AUS 15 | 63    | 12è     | 0         |